# 帕雷阿日新城
帕雷阿日新城（法語：Villeneuve-du-Paréage，法語發音：[vilnœv dy paʁeaʒ]）是法国阿列日省的一个市镇，属于帕米耶区。

## 地理
帕雷阿日新城（43°9'16"N, 1°38'15"E）面积11.47 平方千米，位于法国奧克西塔尼大區阿列日省，该省份为法国西南部内陆省份，西部和北部与上加龙省接壤，东临奥德省，东南至东比利牛斯省接壤，南与安道尔和西班牙接壤。
与帕雷阿日新城接壤的市镇（或旧市镇、城区）包括：博纳克、蒙托、帕米耶。

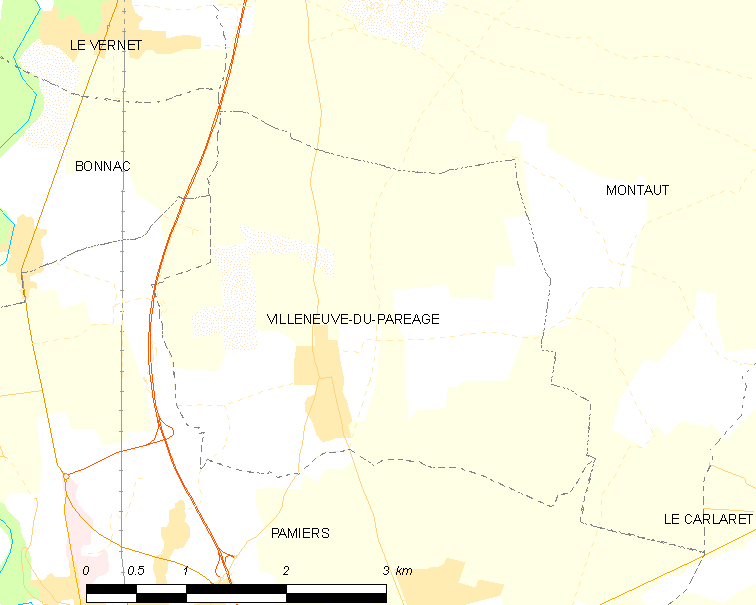
帕雷阿日新城的OSM定位图

帕雷阿日新城的时区为UTC+01:00、UTC+02:00（夏令时）。

## 行政
帕雷阿日新城的邮政编码为09100，INSEE市镇编码为09339。

## 政治
帕雷阿日新城所属的省级选区为阿列日之门县。

## 人口

1962-2008年间帕雷阿日新城人口变化图示

帕雷阿日新城于2022年1月1日时的人口数量为752人。